# 矢野登
矢野 登（やの のぼる、1903年8月25日 - 1993年4月17日）は、日本の実業家、政治家。参議院議員（2期、自由民主党）。

## 来歴・人物
栃木県那須郡烏山町（現那須烏山市）出身。1921年栃木県立小瀬農学校卒。1938年三共日産自動車（株）を創立。ほか三共物産（株）、（株）東武宇都宮百貨店、日産プリンス栃木販売（株）を創立。代表取締役などに就任した。この他宇都宮商工会議所副会頭や栃木県石油協同組合理事長を歴任。1968年の第8回参議院議員通常選挙に栃木県選挙区から自由民主党公認で立候補して初当選。第2次田中内閣で通商産業政務次官を務めた。1974年7月の第10回参議院議員通常選挙で落選。同年秋の叙勲で勲三等旭日中綬章受章。同年12月の船田譲の栃木県知事選立候補に伴う栃木県選挙区補欠選挙で当選。その後三木改造内閣から福田赳夫内閣まで科学技術政務次官を務めた。1977年の第11回参議院議員通常選挙で落選した。1993年4月17日死去、89歳。死没日をもって従四位に叙される。

## 親族
- 元参議院議員の矢野哲朗は本妻との間に生まれた息子、作家の落合恵子は婚外子である娘。
- 次兄 矢野政男（実業家、衆議院議員）[2]